# SS Edmund Fitzgerald
SS Edmund Fitzgerald – amerykański jeziorowiec, zwodowany 7 czerwca 1956 roku, który zatonął w niejasnych okolicznościach w listopadzie 1975 roku. W okresie swojej służby był największym statkiem kiedykolwiek pływającym po Jeziorze Górnym. Transportował głównie rudę żelaza z kopalń leżących w pobliżu Duluth w Minnesocie do portów w Detroit i Toledo. Przez czas swojej 17-letniej służby wielokrotnie ustanawiał rekordy czasu rejsu na danej trasie, często pobijając swoje własne, osiągnięte wcześniej rekordy. Właścicielem statku było Oglebay Norton Company.
Zatonął 10 listopada 1975 roku podczas sztormu, w czasie rejsu z portu w Superior w Wisconsin do fabryki w okolicy miasta Detroit. Podczas ostatniego rejsu towarzyszył mu inny jeziorowiec, SS „Arthur M. Anderson”. Oba statki zostały zaskoczone przez nagły sztorm (z falami przekraczającymi 11 metrów), wskutek czego SS „Edmund Fitzgerald” zatonął w odległości około 15 mil morskich (27 kilometrów) od Whitefish Bay – zatoki w okolicy miasta Sault Ste. Marie. Wrak spoczywa na głębokości 160 metrów pod powierzchnią. Część dziobowa i rufa leżą w pewnej odległości od siebie (statek przełamał się na pół, gdy tonął), ponadto rufa spoczywa na dnie stępką do góry. Jeziorowiec zatonął wraz z całą załogą liczącą 29 osób, jednak mimo akcji poszukiwawczej dopiero w 1994 grupa nurków odkryła ciało członka załogi statku.
Katastrofa SS „Edmund Fitzgerald” jest jedną z najlepiej znanych i opisanych w historii Wielkich Jezior. Wyciągnięte z niej wnioski przyczyniły się do bardziej szczegółowych kontroli statków poruszających się po jeziorach, a tym samym wzrostu poziomu bezpieczeństw ich załóg.

## Historia

### Budowa i charakterystyka statku
Statek został zbudowany na zlecenie NorthWestern Mutual Life Insurance Company przez Great Lakes Enginering Works (GLEW). Głównym powodem złożenia zamówienia na jeziorowiec były inwestycje firmy w przemysł wydobywczy (głównie rud żelaza) i konieczność transportu towaru między kopalniami i hutami położonymi na brzegach Wielkich Jezior. Zamówienie zostało złożone w 1957 roku z zastrzeżeniem, że statek ma osiągnąć rozmiary określone przez seawaymax, czyli 222 metry długości, 22,9 metra szerokości, wysokość kadłuba bez nadbudówki miała wynosić 12 metrów, a wysokość ładowni 10,16 metra. 7 sierpnia 1957 roku została położona stępka pod budowę statku. Przy nośności 26 000 ton SS „Edmund Fitzgerald” był w czasie zwodowania największym statkiem pływającym po Wielkich Jeziorach. Tytuł ten został mu odebrany dopiero 17 września 1959 roku wraz z ukończeniem innego jeziorowca SS „Murray Bay” (222,5 metra długości). Jeziorowiec posiadał trzy główne ładownie oddzielone od siebie stalowymi grodziami. Załadunek miało umożliwić 21 wodoszczelnych luków załadunkowych (3,4 na 14,6 metrów każdy). Pierwotnie statek był poruszany dzięki turbinie parowej; od 1972 roku statek po przebudowie kotłów zamiast węgla jako paliwa używał ropy naftowej. Od 1969 roku statek posiadał stery strumieniowe umieszczone na dziobie. Umożliwiały one łatwiejsze manewrowanie.
Statek posiadał 2 kajuty dla gości, dużą kuchnię, system wentylacji pomieszczeń, a także kilka łazienek. Kajuty załogi posiadały również lepszy standard niż ten, który występował na innych jeziorowcach z tego okresu.

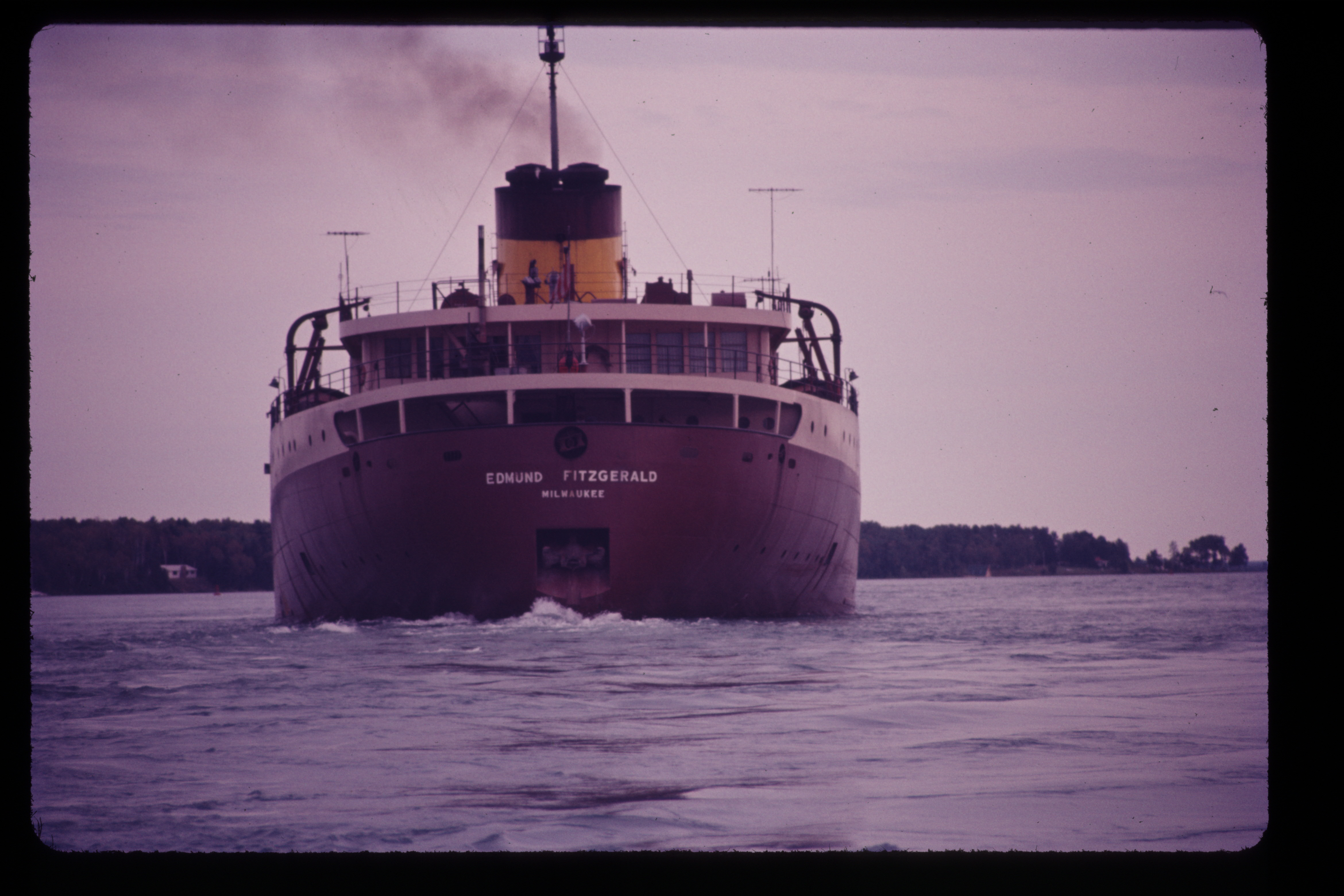
SS Edmund Fitzgerald widok od rufy

### Nazwa i zwodowanie
Nazwa statku odnosi się do byłego właściciela firmy NorthWestern, Edmunda Fitzgeralda, w którego rodzinie od pokoleń kultywowano tradycje związane z marynistyką (jego dziadek był kapitanem jeziorowców, a ojciec właścicielem firmy remontowej i suchych doków). W uroczystości wodowania statku, która miała miejsce 7 czerwca 1958 roku, wzięło udział około 15 tysięcy osób. Już podczas trwania ceremonii statek według obserwatorów zdradzał oznaki swojej pechowości. Kiedy żona kapitana, Elizabeth Fitzgerald, próbowała rozbić butelkę szampana o dziób statku, nie udało jej się to, wystąpiły również problemy z usunięciem podpór blokujących statek, co wydłużyło ceremonię o pół godziny. Po zejściu na wodę statek wzburzył ogromną falę, która zalała część widowni. Po zwodowaniu statek przeszedł dziewięciodniowy okres prób na wodach jeziora, który ukończył pomyślnie 22 września 1958 roku.

### Służba
Statek był wykorzystywany przez Oglebay Norton Corporation po wykupieniu go na okres 25 lat od NorthWestern, co było normalną praktyką stosowaną przez armatora w tamtych czasach. Po pozyskaniu statku Oglebay uczyniło z niego natychmiast swoją jednostkę flagową floty transportowej. Statek znakomicie sprawdzał się w roli transportowca, ustanawiając wiele rekordów. Własnym rekordem jednostki w czasie jednego kursu było zabranie w czasie pojedynczego rejsu 27402 ton rudy, czego dokonał w 1969 roku. Przez 17 lat służby statek wykonał 748 kursów, głównie pomiędzy Duluth a Toledo i Detroit, stąd nazwa nadana jednostce przez marynarzy: Toledo Express. Statek nosił również przydomki Pride of the American Flag (duma amerykańskiej flagi), Mighty Fitz (potężny Fitz) czy Titanic of the Great Lakes (Titanic Wielkich Jezior).
Załadunek rudy do ładowni trwał około 4,5 godziny, natomiast rozładunek zabierał 14 godzin. Rejs pomiędzy Superior w stanie Wisconsin a Toledo w Ohio trwał zwykle pięć dni. W 1969 roku SS „Edmund Fitzgerald” otrzymał nagrodę za nienaganną służbę (nie uległ żadnemu wypadkowi czy kolizji przez 8 lat). Jeszcze tego samego roku statek utknął na mieliźnie, a w 1970 odnotowano kolizję z innym transportowcem SS „Hochelaga– . W 1974 statek stracił kotwicę na rzece Detroit. Mimo tych wypadków statek zachował swoją dobrą opinię.

### Zatonięcie
Ostatni rejs jeziorowca rozpoczął się 9 listopada 1975 roku o godzinie 14.15. Statek wypłynął pod dowództwem kapitana Ernesta M. McSorleya i płynął z ładunkiem rudy żelaza do huty na Zug Island w pobliżu Detroit. W ostatni rejs statek wypłynął z ładowniami niemal całkowicie wypełnionymi ładunkiem, przewożąc 26 116 ton rudy. Wkrótce jednostka osiągnęła maksymalną prędkość 14 węzłów i dołączyła do drugiego statku SS „Arthur M. Anderson” pod dowództwem kapitana Jessego B. Coopera. Wody jeziora były spokojne, lecz przewidywano sztorm w okolicach 10 listopada. SS „Wilfred Sykes” był statkiem, który utrzymywał kontakt radiowy zarówno z SS „Edmund Fitzgerald” jak i z SS „Arthur M. Anderson”, jednak jego kapitan zdecydował się na obranie innej trasy z uwagi na ostrzeżenie o sztormie wydane przez National Weather Service. O godzinie 19.00 NWS ponownie nadało ostrzeżenie o zbliżającym się sztormie, wobec czego oba statki zmieniły kurs na północny w nadziei na to, że uda im się zbliżyć do wybrzeża, gdzie skutki sztormu będą mniej odczuwalne. O 1.00 statki napotkały na swojej drodze sztorm. SS „Edmund Fitzgerald” odnotował prędkość wiatru 96 km/h i fale o wysokości około 10 metrów. Według relacji kapitana „Sykesa”, który prowadził nasłuch, kapitan McSorley zredukował prędkość z uwagi na warunki pogodowe.
O godzinie 14.00 ponowiono ostrzeżenie o złych warunkach pogodowych na całym akwenie. Oba statki poruszały się z prędkością ok. 23 km/h, jednak wkrótce (około 15.00) „Fitzgerald” zaczął oddalać się od SS „Arthur M. Anderson” tak, iż oba statki straciły ze sobą kontakt. Widoczność dodatkowo utrudniała śnieżyca. W momencie zerwania kontaktu SS „Edmund Fitzgerald” był około 16 mil (26 kilometrów) przed towarzyszącą jednostką. Krótko po 15.30 kapitan Sorley nadał przez radio komunikat do sąsiedniej jednostki w którym poinformował ich, że statek zaczął nabierać wody, zwiększył się również przechył jednostki. Wobec zwiększającej się ilości wody kapitan Sorley zarządził uruchomienie wszystkich sześciu pomp, mających usunąć wodę ze statku. „Fitzgerald” znacznie zmniejszył swoją prędkość, co pozwoliło na zbliżenie się obu statków na odległość około 16 kilometrów. Umożliwiło również kontakt radarowy pomiędzy jednostkami.
O godzinie 16.39 Anderson skontaktował się ze strażą przybrzeżną by otrzymać informację o prognozowanych warunkach pogodowych. Przed południem 10 listopada pogoda znowu się pogorszyła, statki w rejonie południowego brzegu Jeziora Górnego zanotowały prędkość wiatru dochodzącą do 93 km/h. Na otwartych wodach jeziora prędkość ta przekroczyła 130 km/h. O godzinie 7.10 rano doszło do ostatniego kontaktu radiowego pomiędzy SS „Edmund Fitzgerald” a SS „Arthur M. Anderson” podczas którego kapitan „Fitzgeralda” zapewnił, że załoga daje sobie radę z kontrolowaniem statku. Ostatnie słowa kapitana Ernesta M. McSorleya brzmiały We are holding our own (trzymamy się). Statek zatonął parę minut później, dziesięć minut po ostatnim kontakcie załoga SS „Arthur M. Anderson” straciła kontakt radarowy ze statkiem.

### Poszukiwania

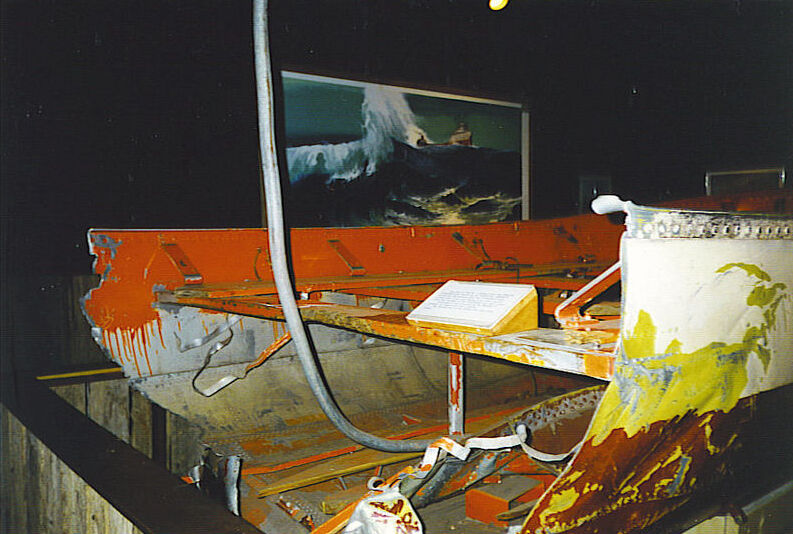
Jedna z łodzi ratunkowych odnaleziona po zatonięciu statku

O godzinie 19:39 kapitan Cooper zgłosił swoje zaniepokojenie losem statku SS „Edmund Fitzgerald” na kanale 16 (kanał ratunkowy) radia UKF, z powodu uszkodzenia anteny odbiorczej przez silny wiatr straż przybrzeżna poleciła mu przełączyć się na kanał 12, aby odciążyć kanał ratunkowy. Po poinformowaniu o zdarzeniu USCG Cooper nawiązał łączność ze statkiem „Nanfri”, który jednak nie mógł, podobnie jak „Anderson” , zlokalizować zaginionej jednostki za pomocą radaru. O 20:25 Cooper ponownie połączył się ze strażą przybrzeżną, a o 21:03 oficjalnie zgłosił zaginięcie jeziorowca. Krótko potem USCG poleciła „Andersonowi” rozpocząć poszukiwania ewentualnych ocalałych z katastrofy ludzi, a o 22:35 nadała komunikat wzywający wszystkie jednostki zacumowane w Whitefish Bay do udziału w akcji poszukiwawczo-ratunkowej. Akcji na morzu przewodził SS „Arthur M. Anderson” wraz z innym statkiem, SS „William Clay Ford”. Co prawda straż przybrzeżna wysłała do akcji stawiacz boi USCGC Woodrush ale dotarcie na miejsce zajęło mu jeden dzień. Wysłano również należący do USCG samolot poszukiwawczy Grumman HU-16 Albatross, który dotarł na miejsce o 20:53. W akcji brał udział również śmigłowiec HH-52 Seaguard z reflektorem a także kanadyjska policja, która rozpoczęła poszukiwania części wraku i ciał wyrzuconych przez morze na brzeg Jeziora Górnego. Mimo odnalezienia szczątków statku i kilku szalup nie udało się odnaleźć ciał 29 członków załogi, wśród których był kapitan Ernest M. McSorley, pierwszy, drugi i trzeci oficer, 5 inżynierów i 20 pozostałych marynarzy. Większość ofiar pochodziła z Ohio i Wisconsin. SS „Edmund Fitzgerald” jest jednym z największych statków, jaki kiedykolwiek zatonęły na Jeziorze Górnym.

## Wrak

### Odnalezienie wraku
Wrak został odnaleziony 14 listopada 1975 roku przez samolot marynarki wojennej wyposażony w aparaturę umożliwiającą wykrycie anomalii magnetycznych. Wykrył on anomalię w okolicach miejsca spoczynku wraku, późniejsze badania za pomocą sonaru potwierdziły obecność dwóch dużych obiektów spoczywających na dnie jeziora, 160 metrów pod powierzchnią. Wrak spoczywa około 15 mil (24 kilometry) od Deadman's Cove w Ontario i 17 mil (27 kilometrów) od wejścia do zatoki Whitefish, na wodach terytorialnych Kanady. W okresie od 20 do 28 maja 1976 roku United States Navy badała miejsce spoczynku wraku przy pomocy zdalnie sterowanego pojazdu podwodnego CURV. Pomiary wykazały, że sekcja dziobowa mierzy 84 metry długości, natomiast rufowa 77 metrów, a dziób statku był częściowo zakopany w mule. Pomiędzy obiema sekcjami znajdowała się ogromna ilość szczątków statku i utraconego ładunku.

#### Ekspedycje
- W 1980 roku Jean-Michel Cousteau, syn podróżnika i badacza Jacques’a Cousteau, zorganizował wyprawę nurkową na wrak statku. W nurkowaniu brało udział dwóch nurków, trwało ono jednak zbyt krótko i nie wniosło zbyt wiele do sprawy[12].
- W 1989 roku National Sea Grant College Program zorganizowało trzydniową ekspedycję, której głównym celem było dokładne zeskanowanie wraku. Do skanowania użyto zdalnie sterowanego pojazdu podwodnego (ROV). Część nagrań i skanów zostało w późniejszym okresie wykorzystanych między innymi przez Great Lakes Shipwreck Museum czy National Oceanic and Atmospheric Administration[15]
- W roku 1994 Joseph B. MacInnis zorganizował trzydniową ekspedycję, podczas której udało się wykonać sześć nurkowań do wraku z pokładu statku Celia[14].
- Również w 1994 roku nurek Fred Shannon zorganizował nurkowanie do wraku, podczas którego udało się wykonać setki zdjęć i zarejestrować 42 godziny materiału wideo. Dokonał również najdłuższego nurkowania do wraku (trwało 211 minut). Podczas przebywania pod wodą Shannon i grupa towarzyszących mu nurków odkryli ciało członka załogi, leżące w okolicach części dziobowej, ubranego w kapok[16].
- W 1995 zorganizowano ekspedycję mającą na celu wydobycie dzwonu z pokładu jednostki. Dzwon okrętowy po wydobyciu pełnił rolę pomnika[17].

Eksploracja wraku wymaga licencji, za nurkowanie bez zgody przewidziane są kary. Wrak i przestrzeń wokół niego zostały uznane za podwodne cmentarzysko.

## Teorie na temat zatonięcia

### Warunki pogodowe
W roku 2005 NOAA we współpracy z NWS przeprowadziły symulację mającą oddać warunki, jakie panowały w rejonie Jeziora Górnego w dniach od 9 do 11 listopada 1975 roku. Symulacja zawierała dane takie, jak wysokość fal czy prędkość wiatru. Przeprowadzona symulacja wykazała, że wpływ na zatonięcie statku mógł mieć wiatr, którego prędkość według badaczy wyniosła około 80 km/h. Symulacja wykazała również, że maksymalna wysokość fal mogła wynieść do 11 metrów, a maksymalna prędkość wiatru w rejonie zatonięcia jednostki 110 km/h.
Według innej teorii do zatonięcia statku mogły przyczynić się trzy wyjątkowo duże fale, których obecność odnotowano na jeziorze w czasie zatonięcia statku. Fale takie pojawiają się często w czasie sztormu na Jeziorze Górnym i są kilka razy wyższe, niż typowe fale jeziora. Gdy fale kolejno uderzają w statek może to spowodować jego przeciążenie i w konsekwencji zatonięcie.
Kapitan statku SS „Arthur M Anderson” zeznał później, że jego statek napotkał na swoim kursie jedną falę mierzącą około 11 metrów i jedną mogącą mieć nawet 14 metrów wysokości. Spowodowały one zniszczenia na statku (między innymi zniszczyły część szalup ratunkowych). Ustalono również, że zmniejszona prędkość statku mogła wpłynąć na zwiększenie ryzyka zalania przez fale.

### Nieszczelne luki

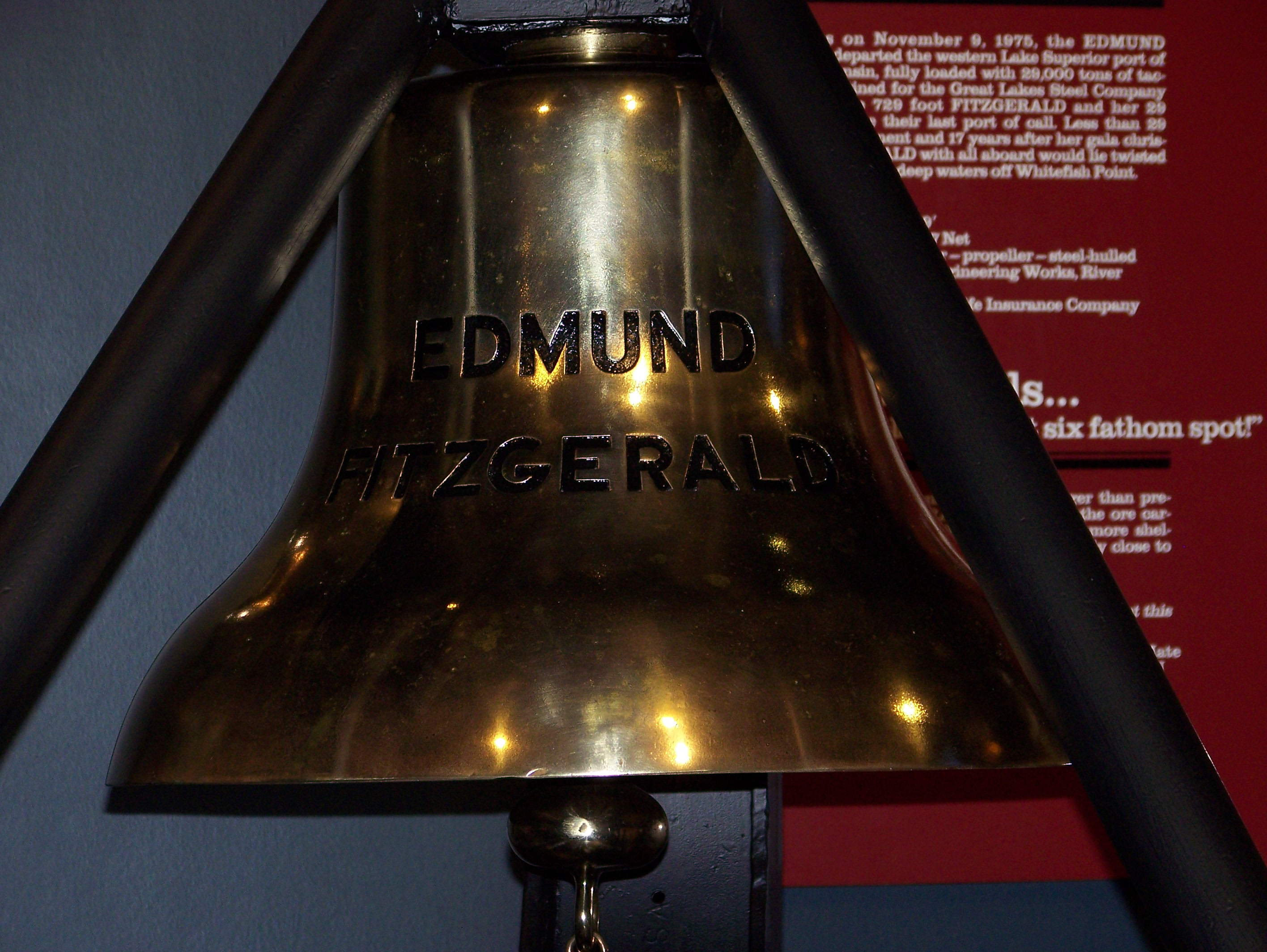
Oryginalny dzwon wydobyty z wraku SS „Edmund Fitzgerald” na wystawie w Great Lakes Shipwreck Museum

Według tej teorii do zatonięcia SS „Edmund Fitzgerald” przyczyniły się nieszczelne luki załadunkowe, przez które woda dostała się do ładowni. W wyniku zalania ładowni statek stracił stabilność i zatonął. 26 czerwca 1976 roku teorię tę wysunęła amerykańska straż przybrzeżna, co spotkało się z krytyką ze strony rodzin członków załogi.
Późniejsze badania przeprowadzone za pomocą zdalnie sterowanego pojazdu podwodnego wykazały znaczne uszkodzenie niektórych pokryw luków załadunkowych. Wiele z nich było otwartych lub wyrwanych, co zostało uwzględnione w oficjalnych raportach na temat katastrofy.

### Mielizna
Jedną z hipotez jest uszkodzenie kadłuba statku przez wpłynięcie na mieliznę otaczającą Caribou Island. Wiadomo, że statek przepływał w niewielkiej odległości od wyspy, co mogło spowodować jego uszkodzenie. Hipotezę tę poparły służby kanadyjskie badające przyczyny wypadku. Nurkowie wysłani w okolice wyspy nie znaleźli jednak śladów wskazujących na kontakt statku z dnem. Również oględziny steru okrętu nie wykazały uszkodzeń spowodowanych tego typu zdarzeniem.
Profesor Paul Hainault z Michigan Technological University wysunął teorię według której kadłub statku mógł zostać naruszony 10 listopada podczas rejsu przez niewidoczny z powierzchni szczyt podwodnego wzniesienia na środku Jeziora Górnego. Odkryty w 1929 pas wypiętrzeń sięga od 6,7 do 121,9 m od powierzchni jeziora. Leży również na obszarze trudnym w nawigacji, przez co stanowi poważne zagrożenie dla przepływających statków. Hipoteza zakłada, że uszkodzony kadłub w połączeniu ze sztormem który nawiedził okolicę przyczyniły się do zatonięcia statku.

## Upamiętnienie

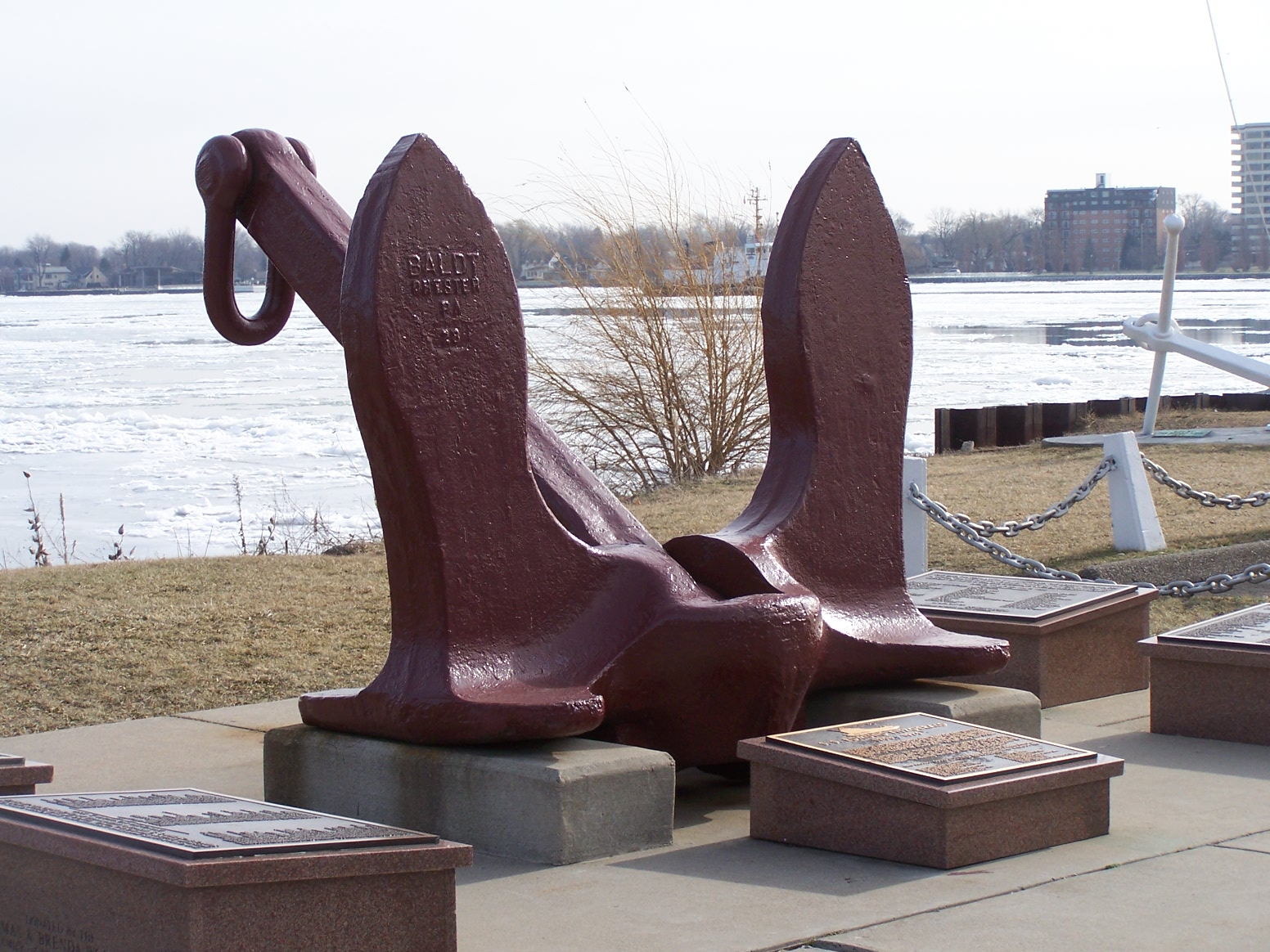
Kotwica statku wydobyta z dna rzeki Detroit obecnie można ją obejrzeć w Dossin Great Lakes Museum

Dzień po katastrofie lokalny kościół w Detroit upamiętnił ofiary katastrofy przez 29 krotne zabicie dzwonu, co miało symbolizować 29 członków załogi statku. Tradycja ta była kontynuowana do 2006 roku, gdy zmieniono jej charakter z uroczystości poświęconej jedynie ofiarom katastrofy SS „Edmund Fitzgerald” na ogólną uroczystość poświęconą wszystkim marynarzom, którzy stracili życie na wodach Wielkich Jezior.
Dzwon okrętowy wydobyty z dna jeziora 4 czerwca 1995 roku zastąpiono repliką z wyrytymi na niej imionami członków załogi. Oryginalny dzwon znajduje się w muzeum wraków Wielkich Jezior w Whitefish Bay w miejscowości Paradise w stanie Michigan.
Oryginalna kotwica statku została wydobyta z dna rzeki Detroit i jest obecnie wystawiona w Dossin Great Lakes Museum. Każdego roku 10 listopada jest tam również obchodzona specjalna uroczystość upamiętniająca zatonięcie statku. Liczne fotografie i filmy a także dwie odnalezione łodzie ratunkowe znajdują się w Steamship Valley Camp Museum w Minnesocie.
W każdą rocznicę zatonięcia 10 listopada latarnia Split Rock w Silver Bay (Minnesota) upamiętnia zatonięcie jeziorowca przez nadanie specjalnego sygnału świetlnego w stronę jeziora.